# Rances (Aube)
Rances település Franciaországban, Aube megyében. Lakosainak száma 46 fő (2022. január 1.). Rances Blignicourt, Courcelles-sur-Voire, Montmorency-Beaufort és Vallentigny községekkel határos.

## Népesség
A település népessége az elmúlt években az alábbi módon változott:
| Lakosok száma | 81   | 46   | 43   | 47   | 41   | 43   | 44   | 45   | 45   | 46   |
|               | 1968 | 1982 | 1990 | 2006 | 2013 | 2015 | 2017 | 2019 | 2020 | 2022 |